# Angeline (m'n blonde sexmachine)
Angeline (m'n blonde sexmachine) is een lied uit 1973 geschreven door Peter Koelewijn uitgevoerd door Peter en zijn Rockets. 
De Rockets bestonden toen uit gitarist Janus Toethuis, drummer Frans Meijer, sologitarist Ad Damen en basgitarist Nol Passon. Koelewijn schreef zowel tekst als muziek en trad ook op als muziekproducent en zanger van de groep. Op de B-kant staat het nummer "Allemaal Omhoog, Allemaal Omlaag". 
Het nummer stond 12 weken in de Top 40 met als hoogste notering de 8e plaats.

## Samenvatting
Het lied heeft vier coupletten en een refrein dat begint met de woorden "Angeline m'n blonde seksmachine" en eindigt met "En ieder riep oe, oe, oe, ole" 
Het lied is autobiografisch geschreven, waarbij Koelewijn in Benidorm in Spanje verbleef en bij een bar met een glas bacardi-cola zat toen hij een blonde dame zag. Hij was erg onder de indruk van haar, waarbij  Brigitte Bardot in het niet viel, en vertelde aan zijn vrienden wat ze van hun moeders had geleerd over het  bloemetje en de bij. Na zes drankjes en nog wat meer ging hij vanwege de hitte met de dame, Angelina, mee naar haar kamer waar het koeler zou zijn. Lang bleef ze hem niet trouw en toen het geld op was flirtte Angelina met een lelijke vent uit Rome, maar met een dure Jaguar, en had Koelewijn het nakijken.

## Franse versie
In 1976 werd door Koelewijn ook een Franstalige versie opgenomen als "Peter et ses Rockets" met "Angeline ma blonde sexmachine", B-kant "Tout le monde en haut, Tout le monde en bas". Ook zong Koelewijn een Engelse en Duitstalige versie in.